# Sim de Magnèsia
Sim de Magnèsia (Simus, Σῖμος) fou un poeta líric grec a qui s'atribueix l'invent de la poesia esportiva i llicenciosa, que fou anomenada ἱλαρῳδία i per causa de l'autor també Σιμῳδία.
No s'ha pogut establir l'època en la qual va viure. Els seus seguidors principals foren Lisis i Mag i van tenir molts imitadors que foren anomenats Σιμῳδοί, Λυσιῳδοί i μαγῳδοί.